# El món de Rocannon
El món de Rocannon (Rocannon's World) és la primera novel·la d'Ursula K. Le Guin, editada el 1966.
La història transcorre en un planeta on conviuen tres ètnies principals; els liuar, humans amb dues subètnies, la dels senyors angyar, de cabell daurat i pell fosca, i els servents olgyor, de pell clara i cabell fosc. Les altres són els fiia, menuts, alegres i d'ulls grossos, i els gdemiar, troglodites grisencs, que abans eren un sol grup i que tenen certes capacitats telepàtiques. La gravetat al planeta és baixa, i això ha propiciat que moltes criatures volin o planin.

## Argument
Rocannon és un etnògraf de la Lliga dels Mons que explora el planeta Fomalhaut II. Després d'un atac a la seua nau, del qual és l'únic supervivent, s'embarca amb Mogien, senyor de Troben, i el petit fiia Kyo, en un viatge al desconegut continent sud, a la recerca dels seus atacants, rebels faradians que lluiten contra la Lliga i que han assentat la seua base de bombardeig allà. En el viatge troba una civilització d'humanoides alats, amb molts coneixements d'arquitectura, però cecs, sords i estúpids. S'alimenten de les seues víctimes llepant-los els sucs. A les muntanyes, Rocannon parla amb un ancià, de l'antiga ètnia dels fiia i gdemiar, que li confereix telepatia dirigida cap als seus enemics, a canvi d'un preu que resulta ser la vida de Mogien, que carrega contra un helicòpter. Gràcies a aquest do pot endinsar-se a la base i enviar un missatge a la Lliga, que la bombardejarà.